# Савва, Владимир Артёмович
Владимир Артёмович Савва (1923—1948) — Гвардии майор Советской Армии, участник Великой Отечественной войны, Герой Советского Союза (1943).

## Биография

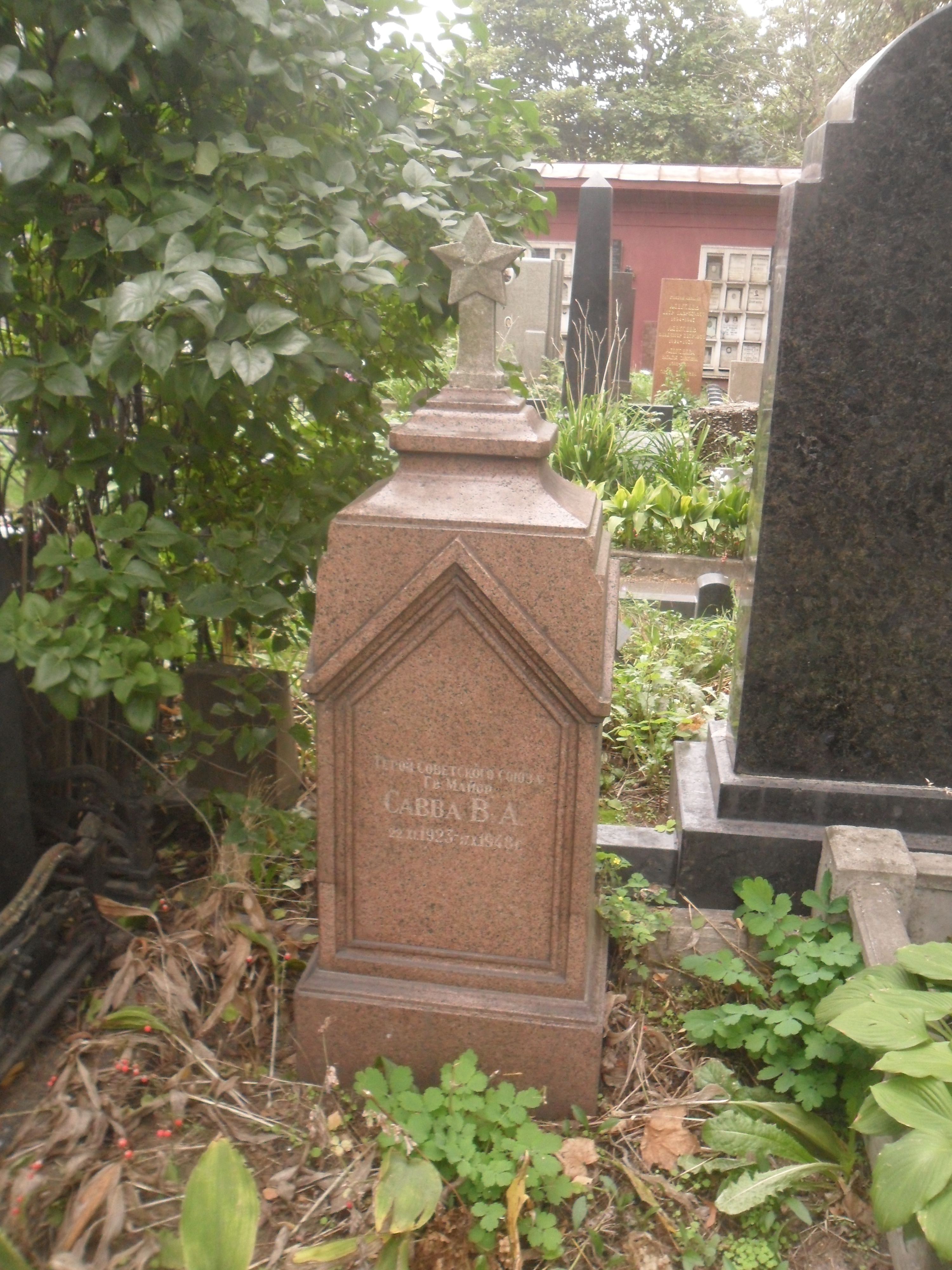
Могила Саввы на Новодевичьем кладбище Москвы.

Владимир Савва родился 22 ноября 1923 года в селе Мироновка (ныне — Тайыншинский район Северо-Казахстанской области Казахстана). Окончил десять классов школы. В 1940 году Савва был призван на службу в Рабоче-крестьянскую Красную Армию. В 1942 году он окончил Гомельское пехотное училище. С мая 1942 года — на фронтах Великой Отечественной войны.
К сентябрю 1943 года капитан Владимир Савва командовал батальоном 842-го стрелкового полка 240-й стрелковой дивизии 38-й армии Воронежского фронта. Отличился во время битвы за Днепр. В ночь с 26 на 27 сентября 1943 года батальон Саввы переправился через Днепр и захватил плацдарм на его западном берегу, после чего удерживал его до переправы основных сил полка.
Указом Президиума Верховного Совета СССР от 29 октября 1943 года капитан Владимир Савва был удостоен высокого звания Героя Советского Союза с вручением ордена Ленина и медали «Золотая Звезда».
После окончания войны Савва продолжил службу в Советской Армии. Скоропостижно скончался 17 октября 1948 года (в справочнике «Герои Советского Союза» указана дата смерти 17 сентября 1947 года), похоронен на Новодевичьем кладбище Москвы.
Был также награждён орденом Отечественной войны 2-й степени и двумя орденами Красной Звезды, рядом медалей.
В честь Саввы названа школа в селе Мерке Меркенского района Жамбылской области Казахстана.